# Marché aux vins de Mayence

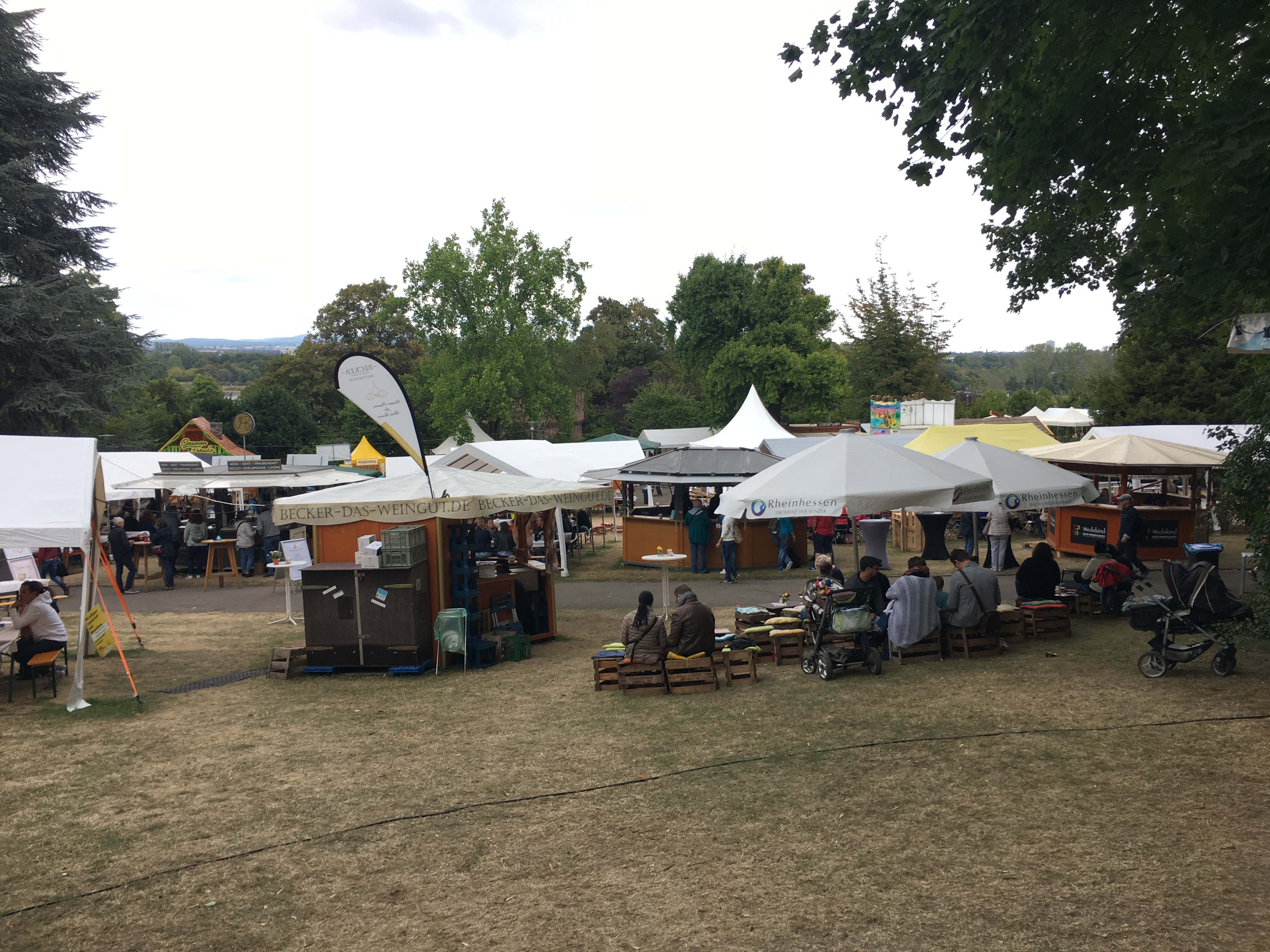
Marché aux vins (2018)

Le marché aux vins de Mayence est une fête du vin régionale qui se tient à Mayence en Allemagne. Avec le carnaval et la nuit de la Saint-Jean, il constitue une des trois grandes fêtes populaires à Mayence.

## Valorisation
Mayence-Hesse-rhénane fait partie du Réseau des capitales de grands Vignobles « Great Wine Capitals Global Network » avec les autres dix villes membres du réseau : Bilbao-Rioja, Bordeaux, Le Cap, Verona, Adelaide, Mendoza, Porto, Lausanne, Valparaíso et San Francisco-Napa Valley.

## Histoire
L'histoire du marché aux vins de Mayence remonte au début du XXe siècle. L'administration du maire Wilhelm Ehrhard était à la recherche de nouvelles possibilités pour augmenter le tourisme lucratif à Mayence avec de nouvelles attractions. Cependant, le premier marché du vin n'a eu lieu que le 3 septembre 1932 dans la Stadthalle de Mayence. Jusqu'à l'éclatement de la Seconde Guerre mondiale, cette fête avait lieu chaque année et, après une interruption due à la guerre, elle fut reprise en 1946 comme première fête publique sur le Rhin. C'est à ce premier marché viticole de Mayence après la guerre que la puissance occupante française de l'époque, en coopération avec le commandant de la ville de Mayence Louis Théodore Kleinmann, a fourni 100 000 litres de vin. Avec l'excédent de 60 000 Reichsmark provenant des recettes du marché du vin en 1946, le Mainzer Verkehrsverein, l'initiateur original du marché du vin de Mayence, a été rétabli.
En 1965, l'ancien lieu de fête, la Halleplatz, a dû être évacué en raison de la construction de la Rheingoldhalle. Cette année-là, le marché aux vins de Mayence se déroula pour la première fois dans le parc populaire de Mayence (l'ancienne place du thing). L'élargissement de l'espace de la fête, l'ajout de nombreuses autres attractions ainsi que la mise en place d'un service de navettes vers le centre-ville ont entraîné une nette augmentation du nombre de visiteurs.

## Déroulement
La manifestation se déroule dans le parc municipal de Mayence et attire tous les ans jusqu'à 150 000 visiteurs sur deux week-ends. Malgré cette affluence, elle a gardé le charme d'une fête locale. Le marché aux vins de Mayence commence le vendredi précédent le premier samedi de septembre et se termine le lundi suivant. 
Le marché aux vins de Mayence comporte deux parties. Dans le parc municipal de la ville se trouvent presque exclusivement les stands des vignerons mayençais et de la région. L'objectif était ici de créer une ambiance agréable pour les amateurs de vin et de mettre en œuvre l'idée originale du marché aux vins. Dans le Volkspark étaient proposées par ailleurs jusqu'en 2007 des attractions foraines de toute sorte ; les deux parcs, peu éloignés l'un de l'autre, étant reliés entre eux par une passerelle piétonne.
La fête se concluait jusqu'ici chaque année par un imposant feu d'artifice. Depuis 2008 toutefois, la manifestation se concentre à nouveau sur ses racines originelles, ce qui amènera à renoncer au feu d'artifice final.